# Cens de població

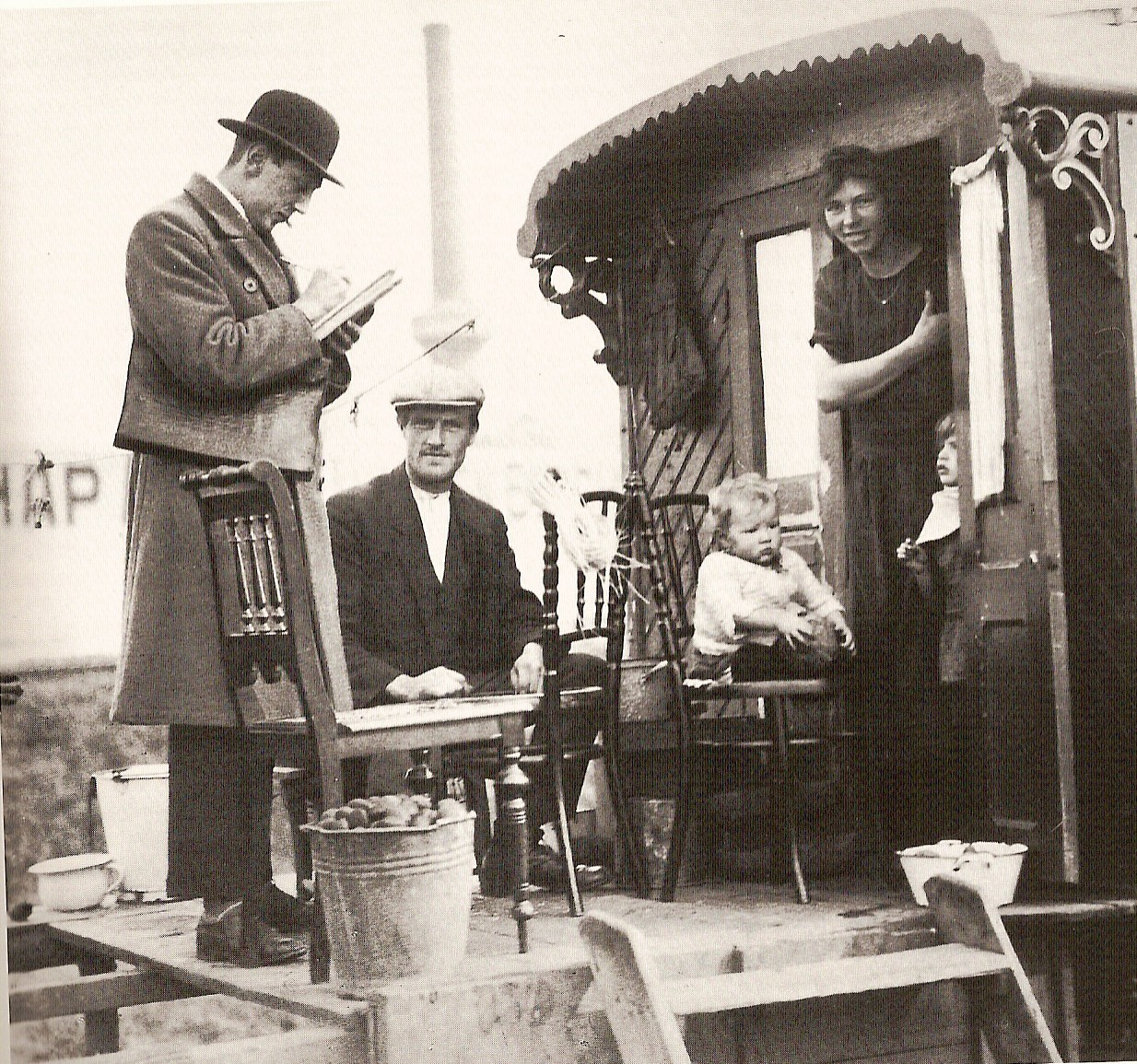
Un censador visita una família que viu en una caravana, Països Baixos, 1925

El cens de població és un conjunt d'operacions que reuneixen, elaboren i publiquen dades demogràfiques, econòmiques i socials corresponents a tots els habitants d'un país o territori, referits a un moment determinat o a certs períodes donats. A Espanya el Cens de població i habitatges de 2021 és el divuitè dels censos oficials realitzats. A diferència dels anteriors, obtinguts recopilant informació a partir d'entrevistes a les llars, aquest es va elaborar mitjançant la combinació de desenes de registres administratius, considerat el mètode de millor qualitat i més eficient i utilitzat en països com Àustria, Bèlgica, Dinamarca o Suècia.
Cal no confondre el cens, que és una operació estadística estatal, amb el padró municipal d'habitants, que és un registre de la població que realitzen els municipis.

## En què consisteix

Mapa mundial amb els censos més recents dels països a partir del 2020:
2015 o superior
2005-2014
1995-2004
1985-1994
Abans de 1985 o mai

És la principal font de dades demogràfiques per la gran quantitat d'informació que maneja: dona una fotografia de la població, descriu estadísticament les poblacions humanes considerades des d'un punt de vista quantitatiu. És la font primària de les estadístiques bàsiques de població que són necessàries per a finalitats governamentals i aspectes de planificació econòmica i social. S'usa:
- Com a base per a l'anàlisi i l'avaluació demogràfica.
- Per projectar, establir i desenvolupar polítiques de govern.
- Per fer estimacions de les diferents variables captades al Cens.
- Com a "marc muestral" per a enquestes.
- Com a referència per a les estadístiques contínues (vitals).
- Per determinar els sistemes electorals d'un país.

## Requisits
- Auspici oficial: és afavorit i dut a terme pel govern nacional, amb la cooperació de les autoritats regionals, provincials i municipals. Per exemple, a Espanya o Xile, l'organisme responsable és l'Instituto Nacional d'Estadística.
- Territori definit: Han de tenir una àrea territorial definida amb precisió. Implica una divisió polític-administrativa i totes aquelles eines de tipus cartogràfic que assegurin una completa captació d'informació, sense omissions ni duplicitats.
- Universalitat: per a l'exactitud i cabalitat sense duplicacions ni omissions.
- Simultaneïtat: per al recompte exacte de la població total, per relacionar les dades de la població amb un moment o període ben definit. Generalment es fixa una data per a l'aixecament censal i a més gairebé sempre una hora i un moment determinat, que es denomina "moment censal". Aquest moment s'assenyala sovint a mitjanit i serveix de línia cronològica que separa les persones que neixen o moren després i, d'aquesta manera, es determina quins han de figurar o no al Cens.
- Periodicitat: realització en intervals regulars. Té gran importància per determinar les tendències demogràfiques.

## Avantatges
- La informació obtinguda pot presentar-se per unitats administratives o altres unitats d'estratificació sigui quina sigui la seva mida, podent obtenir dades per a àrees petites.
- Punt de referència per a les estadístiques contínues.
- Únic procediment utilitzable per saber sobre fenòmens amb poca freqüència.

El cens de població, en tractar-se d'una operació estadística no té limitació quant a les dades que pot recollir, permet estudiar l'activitat, ocupació, mobilitat dels diferents col·lectius i les formes de convivències i característiques de les residències.
D'altra banda, a l'estat espanyol, la llei 4/1996 Reguladora de les Bases de Règim local, va suprimir les renovacions quinquennals en el Padró Municipal i va introduir obligada informatització. Una de les novetats en l'elaboració dels censos de població de 2001 va ser que les dades de noms i adreces es van transferir des de les dades del Padró, facilitant la complementació parcial dels qüestionaris. El model que es va seguir per l'INE (Instituto Nacional de Estadística) per elaborar el Cens de població del 2011 va combinar l'aprofitament de registres administratius amb l'enquesta per mostreig i el recompte d'edificis.

## Desavantatges
- Alt cost (humà i material), ja que exigeix l'ús d'una gran quantitat de recursos de personal, financers i materials.
- És necessària una vasta organització que inclogui tot l'univers a investigar, procurant evitar omissions i duplicacions.
- Possible demora en l'obtenció de resultats.
- En alguns casos, la informació que s'obté pot ser d'inferior qualitat (majors errors) a la que s'obtindria si la investigació es realitzés per mostreig.

## Censos i la intimitat
Encara que el cens ofereix una forma útil per a obtenir informació estadística sobre una població, eixa informació de vegades pot conduir a abusos, polítics o d'altra índole, fet possible per la vinculació de les dades del cens d'individus a identitats anònimes.
No és estrany que les dades del cens siguen processades d'alguna manera amb la finalitat d'ocultar la informació individual. Alguns censos fan açò de forma intencionada introduint menuts errors estadístics per a evitar la identificació dels individus en les poblacions marginals; altres variables de canvi similar per als enquestats.
Independentment de les mesures que s'han adoptat per a reduir l'atac a la intimitat dels censats, les noves tecnologies en concret d'anàlisi electrònica plantegen desafiaments cada vegada majors per a la protecció de les dades individuals.

## Tipus de Censos
- De fet o de facto: implica l'empadronament de tota la població present al territori en estudi.[7]
- De dret o de iure: implica l'empadronament de tota la població resident al territori en estudi (presents o absents).[8]
- Continu: el que s'elabora de manera que les dades obtingudes en cada moment s'ajusten més o menys fidelment a la realitat de l'univers estudiat. Es realitza normalment amb suport de mitjans informàtics i és, per exemple, el que es ve realitzant des de 1996 a Espanya. Amb aquest tipus de cens no existeixen conceptes com a població de fet, de dret o flotant.[9]
- Població vinculada: implica totes les persones residents a l'Estat Espanyol que tinguen algun tipus de vinculació amb el municipi en qüestió, encara que no siga la seua residència habitual. El concepte de població de fet té limitacions que en el cens espanyol de 2001 es van corregir incloent-hi el concepte de població vinculada.[10]

En les últimes dècades s'ha produït un canvi en el model censal utilitzat en molts països de la UE. Els Censos efectuats pel mètode tradicional s'han anat substituint progressivament per models parcialment o totalment basats en informació administrativa, amb l'objectiu de respondre de forma més eficient i ràpida, amb reducció de costos. Segons aquest criteri els models censals estan classificats per les Nacions Unides en quatre grups:
- Clàssic o tradicional, sense recórrer a arxius administratius.
- Amb registres administratius, exclusivament amb registres i sense recórrer a enquestes.
- Mixtes o combinats, utilitzen informació administrativa combinada amb resultats d'enquestes.
- Censos rotatoris: la població es divideix en parts i cada part s'analitza un any.